# Микропроцесор
Микропроцесор је интегрисано коло великог степена интеграције компонената. Функционише као централна процесорска јединица рачунара на једном интегрисаном колу или највише неколико интегрисаних кола. Микропроцесор је свестрано употребљив програмабилни уређај који прихвата дигиталне податке као улаз, обрађује их према инструкцијама смештеним у меморији дајући резултат на излазу. Обрађује бројеве и симболе представљене бинарним бројним системом. Појава јефтиних рачунара са интегрисаним колима трансформисала је модерно друштво. Микропроцесори опште намене у персоналним рачунарима користе се за израчунавања, обраду текста, приказ мултимедијалних садржаја и комуникацију преко интернета. Много више микропроцесора је у саставу уграђених система (енгл. embedded system) обезбеђујући дигиталну контролу на милионе објеката, од кућних уређаја до аутомобила, мобилних телефона и контролера индустријских процеса.
Постоје и Риск микропроцесори који могу да извршавају сложене команде само преко основних као што су: and, or, nor, xor, xnor ...
Ови микропроцесори се користе искључиво за калкулаторе, аутомобиле и индустрију.
- Изглед АРМ риск микропроцесора.

## Основне карактеристике
Три основне карактеристике микропроцесора су:
- Скуп инструкција: листа наредби које микропроцесор може да извршава.
- Ширина сабирнице за податке: Број битова који се обрађује једном наредбом.
- Брзина рада: одређује колико наредби у секунди процесор може да изврши. Изражава се у (MIPS)-има (Million Instructions per Second) и директно је зависна од радног такта процесора (фреквенције рада) која се изражава гигахерцима (GHz).

## Сабирнице
Микропроцесор има три врсте линија (сабирница) за повезивање и линије за напајање:
- Линије за податке: обезбеђују двосмеран проток информација различите ширине. Ширина сабирнице за податке је обично умножак броја 2 (4, 8, 16, 32, 64). Ширина сабирнице за податке одређује највећи број који је могуће поставити на линије за податке и може бити {\displaystyle 2^{N}-1} где је N ширина сабирнице (за 4 је 15, за 8 је 255, за 16 је 65535 итд.)
- Линије за адресирање: обезбеђују приступ локацијама у спољној меморији и меморијски мапираним улазно/излазним уређајима. Ради уштеде броја линија за повезивање, које на себи има кућиште микропроцесора, произвођачи понекад део линија користе за проток података и за адресирање (мултиплексиране линије). Када ће линије имати једну или другу функцију одређује се линијама за контролу..
- Линије за контролу: обезбеђују синхронизацију догађаја унутар микропроцесора са догађајима ван (приступ меморији, улазно/излазним уређајима и др.) у такту који је одређен брзином рада.

## Организација меморијског простора
Микропроцесор може да има јединствен или раздвојен меморијски простор за програм и за податке. У зависности од организације меморијског простора за ове две основне врсте садржаја доступних микропроцесору користе се три архитектуре:
- Вон Нојман: меморијски простор за програм и податке је јединствен
- Харвард: меморијски простор за програм и податке је одвојен и може имати различите ширине сабирница
- Измењена Харвард: меморијски простор за програм и податке је одвојен али је могуће референцирање програмског дела меморије из меморијског простора за податке.

## ARM Микропроцесори
ARM серије су најмоћнији риск микропроцесори који постоје. Највећи њихов произвођач је Texas Instruments, а његови супарници су Microchip и Atmel. 

## Архитектура микропроцесора
Најзначајније разлике међу микропроцесорима су у броју регистара, њиховој намени и међусобним везама. Број регистара и њихова организација директно утичу на листу наредби. Произвођачи су настојали да нађу добар компромис између броја регистара и листе наредби како би програми микропроцесора био максимално ефикасни. Велики број микропроцесора показује да у томе нису били увек успешни јер је развој микропроцесора увек био испред производње терајући произвођаче да стално избацују нове, напредније микропроцесоре.
Најмањи сет регистара потребних при програмирању био би:
- Акумулатор: Регистар преко којег иду све аритметичко/логичке операције, операције читања и уписивања меморије и регистара
- Индекс: Регистар који олакшава референцирање блока меморије
- Статус: Регистар који садржи резултате аритметичко/логичких операција, стања прекида извршавања програма. Број функција овог регистра зависи од сложености организације микропроцесора
- Програмски бројач: Показује адресу у меморији на којој се налази следећа инструкција.
- Показивач стека: Регистар који повећа свој садржај сваки пут када се позове потпрограм и умањи када се контрола врати претходном програму. Може да садржи стварну адресу у меморији која је одређена као простор за стек или да садржи индекс на регистар у којем се налази адреса следеће инструкције којој треба предати контролу извршавања.

Регистри недоступни при програмирању али неопходни за рад микропроцесора били би:
- Регистар инструкција: Место у које се уписује садржај из програмске меморије. Представља опис следећих акција микропроцесора.
- Декодер инструкција (више регистара): Декодира садржај регистра инструкција припремајући услове за извршавање. Ради уштеде, неки произвођачи не декодирају сва могућа стања регистра инструкција што је, након откривања ове чињенице, довело до стварања синтетичких инструкција за сва недекодирана стања. Произвођачи нису подржавали рад ових инструкција. Постојање синтетичких инструкција је довело до синтетичког програмирања које је у неким случајевима било ефикасније од програмирања стандардним инструкцијама. Процесори MOS 6502 и Zilog Z80 су примери микропроцесора са овим типом инструкција.
- Аритметичко логичка јединица (више регистара): Са акумулатором као примарним регистром за манипулацију подацима омогућава аритметичке и логичке операције над садржајем акумулатора, регистара унутар процесора и меморије. Резултати операција најчешће остају у акумулатору а део је референциран у статус регистру (празан регистар, прекорачење, позајмица, негативно...)
- Контрола времена извршавања (више регистара): обезбеђује читање следеће инструкције, њено декодирање и извршавање. Утиче на стање све три сабирнице (подаци, адресе, контрола)

## Историја
Дуго су рачунари били у употреби само на универзитетима, већим предузећима и државним установама, пре свега јер су били јако гломазни (биле су потребне читаве просторије и спратови) и скупи.
Али открићем микропроцесора од стране компаније Интел (енгл. Intel Corporation) све се то променило. Јапанско предузеће BUSICOM је наручило од Интела решење за једноставнију производњу стоних калкулатора. Интелови стручњаци су захтев схватили мало озбиљније и 1971. године направили први микропроцесор, 4004. Овај примитивни, четворобитни микропроцесор је први пут примењен у стоном калкулатору BUSICOM 141-PF. 
Након тога је уследила експлозија у развоју, са све бржим 8, 16, 32, и 64 битним процесорима.

## Употреба
Микрорачунари (базирани на микропроцесорима) се праве и користе не само као радне станице и сервери, већ и у роботима, телекомуникационим уређајима, сателитима, аутомобилима, инструментима, мобилним телефонима, камерама, кућним уређајима као што су машине за прање рубља, микроталасне рерне и кућним пекарама хлеба, као микроконтролери. Видео-игре су практично специјализовани рачунари. 

## Микроконтролер
За сврхе контроле уређаја, временом су од микропроцесора развијени микроконтролери, који имају додатне особине погодне за контролу.
Типичан микроконтролер данас има неколико сатова („тајмера“), аналогних и дигиталних улаза и излаза, бројаче, ресет и напонске заштите, меморију и друго, све интегрисано на једном чипу.

## Будућност
Микропроцесори данас спадају у најкомпликованија интегрална кола. Мале димензије им омогућавају смањену потрошњу у односу на претходнике, много веће брзине рада и, можда најважније, могућност употребе практично у било ком уређају. Све ово је учинило микропроцесор једним од највећих достигнућа 20. века и карту за улаз у информатичко друштво.